# Обикновен татул
Обикновеният татул (Datura stramonium) е храстовидно растение от семейство Картофови (Solanaceae).

## Разпространение
Видът вероятно произхожда от Централна Америка, но е пренесен в много други страни.
Расте върху богата почва, често в полски райони.

## Описание
Едрият му бял до лилав цвят е с формата на тромпет и е от 5 до 12,5 cm. Стъблото и листата му са лилави до тъмнозелени. Листата му са с шипове и са големи, от 7 до 20 cm. Стъблото му е добре разклонено. Зелените му плодове са с яйцевидна форма, едри като орехи и с много шипове. По-късно то се разцепва на четири помещения, всяко от което се състои от няколко черни семена. При разрез или натиск всички части отделят неприятен мирис.

## Токсичност
Всичките части на татула са силно отровни. В по-големи дози приемането му е дори смъртоносно. Съдържа алкалоиди, които водят до халюцинации, когато дребни количества от татул се сваряват на чай, ядат или пушат. Датурин, извлечен от татул, е алкалоид, който се съдържа в страмониум, някогашно лекарство, приемало се от астматици за олекване на бронхиалните им спазми.

## Галерия
- Бял цвят
- Лилав цвят
- Плод
- Цялото растение
- Плод и семена
- Плод и листа